# Tafanos
Tafanos è un film commedia horror del 2018 diretto da Riccardo Paoletti, remake del film omonimo uscito nel 2000. Il film è recitato in lingua inglese e doppiato in italiano per il mercato interno.

## Trama
Un gruppo di ragazzi in vacanza si imbatte in uno sciame di tafani micidiali, che abbattono tutti coloro che incontrano, facendo anche uscire l'intestino, per implosione, all'evaso o staccando mani e schiattando occhi all'agricoltore.